# 保義可汗
保義可汗（ほぎかがん、拼音：Bǎoyì Kĕhàn、? - 821年）は、回鶻可汗国の第9代可汗。名は不明。可汗号はアイ・テングリデ・クト・ボルミシュ・アルプ・ビルゲ・カガン（Ay täŋridä qut bolmiš alp bilgä qaγan）で、唐より保義可汗の称号（美称）を加えられた。

## 生涯
元和3年（808年）5月、滕里野合倶録毘伽可汗が死去したので、唐の憲宗は宗正少卿の李孝誠に新たな可汗を冊立させて愛登里羅汨没蜜施合毘伽保義可汗とした。
元和4年（809年）、保義可汗は唐に遣使を送って国号を迴鶻（回鶻）と改めたことを報告した。
元和8年（813年）4月、保義可汗は使者の伊難珠を唐に遣わして請婚した。しかし、唐がそれに応じなかったため、保義可汗は3千騎を率いて鸊鵜泉に至り、唐の辺境を脅かした。これによって唐の辺軍は戒厳令を敷き、両国に緊張が走った。憲宗は宗正少卿の李孝誠と太常博士の殷侑を回鶻に赴かせ、回鶻を説得させたが、保義可汗は求婚をあきらめず、元和9年（814年）にまた合達干（アルプ・タルカン）らを送って求婚させた。
長慶元年（821年）2月、保義可汗が薨去したので、穆宗は使者を送って弔問させ、4月に新たな回鶻君長を冊立して君登里羅羽録没蜜施句主禄毘伽可汗とした。

## 保義可汗の碑文
保義可汗が残した碑文を『カラ・バルガスン碑文』という。『カラ・バルガスン碑文』とは、オルドゥ・バリク（カラ・バルガスン）の南に保義可汗を称えるために建てられた碑文で、ウイグル語・ソグド語・漢語の3カ国語で記述された。初代の懐仁可汗から第7代の懐信可汗までの歴史を収録し、マニ教の導入と保護に詳しく記されているので、ウイグル可汗国の公式歴史文献であり、第1級史料といえる。現在はモンゴル国のカラ・バルガスン遺跡（オルホン川西岸）にある。

## 参考資料
- 『旧唐書』（本紀第十四 順宗憲宗上、本紀第十六 穆宗、列伝第一百四十五 迴紇）
- 『新唐書』（列伝第一百四十二上 回鶻上、列伝第一百四十二下 回鶻下）
- 山田信夫『北アジア遊牧民族史研究』（東京大学出版会、1989年、ISBN 4130260480）
- 小松久男『世界各国史4 中央ユーラシア史』（山川出版社、2005年、ISBN 463441340X）
- 森安孝夫『興亡の世界史05 シルクロードと唐帝国』（講談社、2007年、ISBN 9784062807050）